# Moshidora
Moshidora (もしドラ?), noto anche con il titolo Kōkō Yakyū no Joshi Manējā ga Dorakkā no Manejimento o Yondara (もし高校野球の女子マネージャーがドラッカーの『マネジメント』を読んだら?), è in origine un romanzo del 2009 scritto da Natsumi Iwasaki. La vicenda narra di una ragazza di liceo, Minami, che si trova a gestire di fatto la squadra di baseball della sua scuola, nel tentativo d'incoraggiare e ridare forza ai suoi membri demoralizzati e sfiduciati.
Adattato in un seinen manga pubblicato a partire da dicembre 2010; in una serie animata in 10 episodi nel 2011, in contemporanea ad un film live action per il cinema a cui partecipa anche, in qualità d'uno dei personaggi principali, Kōji Seto, oltre ad Atsuko Maeda delle AKB48.

## Trama
Minami, come cortesia dovuta alla sua cara amica d'infanzia Yuki, viene a subentrarle come manager del team di baseball del club sportivo scolastico, dopo che quest'ultima viene ricoverata in ospedale per una malattia.
Con assolutamente nessuna esperienza precedente alle spalle nei riguardi della gestione d'un team sportivo, Minami prende come guida una copia d'un famoso libro di gestione aziendale di Peter Drucker intitolato "Management: compiti, responsabilità, pratiche" e comincia così a gestire la squadra esattamente come fosse un'azienda, seguendo passo passo i consigli del manuale. Suo obiettivo: raggiungere il successo!

## Personaggi
Minami Kawashima (川島 みなみKawashima Minami)
Una ragazza che all'inizio odia il baseball, essendosi infranto in giovane età il suo sogno di diventare giocatrice professionista. Quando la sua migliore amica, Yuki, viene improvvisamente ricoverata in ospedale, Minami prende il suo posto come amministratrice del club, utilizzando come punto di riferimento un manuale di strategia aziendale che spiega come meglio ottener il successo negli affari.
Yuki Miyata  (宮田 夕紀Miyata Yūki)
Miglior amica di Minami fin da quando erano bambine. Ha fatto parte della squadra ammirata a suo tempo da Minami, quando anche lei desiderava ardentemente giocare a baseball.
Makoto Kachi (加地 誠Kachi Makoto)
Allenatore dell'Hodokudo Baseball Team, molto bravo anche se a volte severo, ha sempre in mente il bene della squadra. Cerca d'inventare una nuova strategia di gioco nel tentativo di rivoluzionare questo sport.
Keiichiro Asano (浅野 慶一郎Asano Keiichirō)
Lanciatore principale della squadra; sempre molto ben determinato a dimostrare a tutti il suo valore in campo, anche se il suo gioco tende un po' ad indebolirsi dopo un inizio fulminante.
Jiro Kashiwagi (柏木 次郎Kashiwagi Jirō)
Membro della squadra, anche lui è un amico d'infanzia di Minami.
Ayano Hojo (北条 文乃Hōjō Ayano)
Incredibilmente timida, ha una forte ammirazione per Yuki.
Jun Oshide (星出 純Hoshide Jun)
Inizialmente il capitano della squadra, anche se prima dell'inizio del torneo si dimette da questa carica per concentrarsi di più sullo studio.
Masayoshi Nikai (二階 正義Nikai Masayoshi)
Uno dei membri del team che è poi eletto capitano della squadra a seguito delle dimissioni di Jun.
Fumiaki Kutsuki (朽木 文明Kutsuki Fumiaki)
La sua specialità è la velocità, difatti si allena assieme al club di atletica.
Yunosuke Sakurai (桜井 祐之助Sakurai Yūnosuke)
È piuttosto timido e spesso si trova a far errori madornali quando si trova sotto pressione.
Daisuke Niimi (新見 大輔Niimi Daisuke)
Hanae Chin (陳 花江Chin Hanae)
Personaggio originale dell'anime; amico di Yunosuke che cerca sempre di sostenerlo quando questi è giù di morale. In seguito si unisce al gruppo di gestione della squadra.

## Episodi
| Nº | Giapponese 「Kanji」 - Rōmaji                                                                       | In onda        | In onda |
| Nº | Giapponese 「Kanji」 - Rōmaji                                                                       | Giapponese     |         |
| 1  | 「みなみは『マネジメント』と出会った」 - Minami wa "Manejimento" to deatta                          | 25 aprile 2011 |         |
| 2  | 「みなみはマーケティングに取り組んだ」 - Minami wa Mākatingu ni Torikunda                           | 26 aprile 2011 |         |
| 3  | 「みなみは人の強みを生かそうとした」 - Minami wa Hitono Tsuyomi wo ika Sōtoshita                    | 27 aprile 2011 |         |
| 4  | 「みなみはイノベーションに取り組んだ」 - Minami wa Inobēshon ni Torikunda                           | 28 aprile 2011 |         |
| 5  | 「みなみは過去の高校野球を捨てた」 - Minami wa Kako no Kōkō Yakyū wo Suteta                         | 29 aprile 2011 |         |
| 6  | 「みなみは戦略と現状について考えた」 - Minami wa Senryaku to Genjō Nitsuite Kangae ta               | 2 maggio 2011  |         |
| 7  | 「みなみは成果について考えた」 - Minami wa Seika Nitsuite Kangae ta                                 | 3 maggio 2011  |         |
| 8  | 「みなみはマネジメントのあるべき姿を考えた」 - Minami wa Manejimento no Arubeki Sugata wo Kangae ta | 4 maggio 2011  |         |
| 9  | 「みなみは大切なものをなくした」 - Minami wa Taisetsuna Mono o Nakushita                            | 5 maggio 2011  |         |
| 10 | 「みなみは高校野球に感動した」 - Minami wa Kōkō Yakyū ni Kandō Shita                                | 6 maggio 2011  |         |

## Live action-cast
- Atsuko Maeda - Minami Kawashima, l'assistente del team
- Kōji Seto - Keiichiro Asano, asso del baseball in squadra
- Minami Minegishi - Ayano Hojo, segnapunti della squadra
- Sōsuke Ikematsu - Jiro Kashiwagi, ricevitore della squadra
- Haruna Kawaguchi - Yuki Miyata, amico d'infanzia di Minami
- Yo Oizumi - Makoto Kachi, allenatore della squadra
- Hiroshi Oizumi - gestore del gruppo
- Hiroki Suzuki - Masayoshi Nikai
- Yukito Nishii - Yunosuke Sakurai